# هافرهيل (فلوريدا)
هافرهيل (بالإنجليزية: Haverhill)‏ هي مدينة أمريكية تقع في ولاية فلوريدا. تبلغ مساحة هذه المدينة 1.5 (كم²)،ويبلغ عدد سكانها 1454 نسمة حسب إحصاء سنة 2010 م 1454.تشير إحصاءات سنة 2000م بأن الكثافة السكانية في هذه المدينة تقدر بـ(978.7) نسمة/كم2 

## التركيبة السكانية
حدّد مكتب تعداد الولايات المتحدة بيانات التركيبة السكانية لهافرهيل في تعداد الولايات المتحدة. في ما يلي، التركيبة السكانية حسب تعدادي 2000 و2010.

### تعداد عام 2000
بلغ عدد سكان هافرهيل 1,454 نسمة بحسب تعداد عام 2000، وبلغ عدد الأسر 537 أسرة وعدد العائلات 392 عائلة مقيمة في البلدة. في حين سجلت الكثافة السكانية 886.6 نسمة لكل كيلومتر مربع (2,296.3/ميل2). وبلغ عدد الوحدات السكنية 548 وحدة بمتوسط كثافة قدره 334.1 لكل كيلومتر مربع (865.3/ميل2).
وتوزع التركيب العرقي للبلدة بنسبة 78.95% من البيض و12.38% من الأمريكيين الأفارقة و0.21% من الأمريكيين الأصليين و1.24% من الأمريكيين ذوي الأصول الآسيوية و0.21% من سكان جزر المحيط الهادئ و4.68% من الأعراق الأخرى و2.34% من عرقين مختلطين أو أكثر و20.70% من الهسبانيون أو اللاتينيون من أي عرق.
بلغ عدد الأسر 537 أسرة كانت نسبة 41% منها لديها أطفال تحت سن الثامنة عشر تعيش معهم، وبلغت نسبة الأزواج القاطنين مع بعضهم البعض 56.1% من أصل المجموع الكلي للأسر، ونسبة 11.5% من الأسر كان لديها معيلات من الإناث دون وجود شريك، بينما كانت نسبة 5.4% من الأسر لديها معيلون من الذكور دون وجود شريكة وكانت نسبة 27% من غير العائلات. تألفت نسبة 19.6% من أصل جميع الأسر من عدة أفراد يعيشون في نفس المنزل ونسبة 4.3% كانت تتألف من شخص يعيش بمفرده يبلغ من العمر 65 عاماً أو أكثر. وبلغ متوسط حجم الأسرة المعيشية 2.71، أما متوسط حجم العائلات فبلغ 3.12.
بلغ العمر الوسطي للسكان 37.0 عاماً. وكانت نسبة 26.3% من القاطنين تحت سن الثامنة عشر، وكانت نسبة 6.7% بين الثامنة عشر والرابعة والعشرين عاماً، ونسبة 32.1% كانت واقعةً في الفئة العمرية ما بين الخامسة والعشرين والرابعة والأربعين عاماً، ونسبة 24.8% كانت ما بين الخامسة والأربعين والرابعة والستين، ونسبة 10.2% كانت ضمن فئة الخامسة والستين عاماً فما فوق. يوجد لكل 100 أنثى 101.4 ذكر، ويوجد لكل 100 أنثى في الثامنة عشر من عمرها فما فوق 99.3 ذكر.
بلغ متوسط دخل الأسرة في البلدة 50,652 دولارًا، أما متوسط دخل العائلة فبلغ 53,167 دولارًا. وكان متوسط دخل الذكور 31,100 دولارًا مقابل 28,375 دولارًا للإناث. وسجل دخل الفرد الخاص بالبلدة 24,503 دولارًا. وكانت نسبة 6.3% من العائلات ونسبة 8.3% من السكان تحت خط الفقر، وكان من هؤلاء نسبة 8.9% تحت سن الثامنة عشر ونسبة 7% في الخامسة والستين من العمر وما فوق.

### تعداد عام 2010
بلغ عدد سكان هافرهيل 1,873 نسمة بحسب تعداد عام 2010، وبلغ عدد الأسر 641 أسرة وعدد العائلات 499 عائلة مقيمة في البلدة. في حين سجلت الكثافة السكانية 1,142.1 نسمة لكل كيلومتر مربع (2,958.0/ميل2). وبلغ عدد الوحدات السكنية 687 وحدة بمتوسط كثافة قدره 418.9 لكل كيلومتر مربع (1,084.9/ميل2).
وتوزع التركيب العرقي للبلدة بنسبة 64.12% من البيض و23.55% من الأمريكيين الأفارقة و0.48% من الأمريكيين الأصليين و1.76% من الأمريكيين ذوي الأصول الآسيوية و0.48% من سكان جزر المحيط الهادئ و7.42% من الأعراق الأخرى و2.19% من عرقين مختلطين أو أكثر و29.20% من الهسبانيون أو اللاتينيون من أي عرق.
بلغ عدد الأسر 641 أسرة كانت نسبة 39% منها لديها أطفال تحت سن الثامنة عشر تعيش معهم، وبلغت نسبة الأزواج القاطنين مع بعضهم البعض 52.1% من أصل المجموع الكلي للأسر، ونسبة 16.5% من الأسر كان لديها معيلات من الإناث دون وجود شريك، بينما كانت نسبة 9.2% من الأسر لديها معيلون من الذكور دون وجود شريكة وكانت نسبة 22.2% من غير العائلات. تألفت نسبة 14.2% من أصل جميع الأسر من عدة أفراد يعيشون في نفس المنزل ونسبة 3.6% كانت تتألف من شخص يعيش بمفرده يبلغ من العمر 65 عاماً أو أكثر. وبلغ متوسط حجم الأسرة المعيشية 2.92، أما متوسط حجم العائلات فبلغ 3.19.
بلغ العمر الوسطي للسكان 39.0 عاماً. وكانت نسبة 23.7% من القاطنين تحت سن الثامنة عشر، وكانت نسبة 9.8% بين الثامنة عشر والرابعة والعشرين عاماً، ونسبة 26.5% كانت واقعةً في الفئة العمرية ما بين الخامسة والعشرين والرابعة والأربعين عاماً، ونسبة 29.8% كانت ما بين الخامسة والأربعين والرابعة والستين، ونسبة 10.3% كانت ضمن فئة الخامسة والستين عاماً فما فوق. وتوزع التركيب الجنسي للسكان بنسبة 49% ذكور و51% إناث.